# Dacus atrimarginatus
Dacus atrimarginatus är en tvåvingeart som beskrevs av White 1998. Dacus atrimarginatus ingår i släktet Dacus och familjen borrflugor. Inga underarter finns listade i Catalogue of Life.